# Infected Rain
Infected Rain — музыкальная группа из Молдовы, играющая в жанрах ню-метал и альтернативный метал, созданная в 2008 году в Кишинёве.

## История
Группа образовалась в 2008 году гитаристом Вадимом «Vidick» Ожогом, вокалисткой Еленой «Lena» Катарага и диджеем Иваном «Kapa» Кристиогло. Дебютировала 03.08.2008 на концерте, посвящённом группе Slayer. Позже 08.08.2008 Infected Rain отыграли в Крыму на метал-фестивале Red Alert. В конце августа того же года уже было записано первое демо, состоящее из трёх песен (With me, Parasite и No Idols). Также группа отыграла несколько концертов в Кишинёве и Украине. Infected Rain приняли участие в фестивалях Red Alert 2008, Metal Heads’ Mission 2009, RockHausen 2008/2009, Fuckin’FuckFest 3, Big Up! Urban Fest 2009, где группа заняла первое место, Forest Kap 2009/2010. Летом 2009 года был издан ЕР2009, состоящий из 6 песен (Judgemental Trap, Panika, No More, Escape, Go Away и Homeless). Сочетание женского скрима, тяжелых риффов и электронных семплов создало индивидуальный стиль Infected Rain. Зимой 2010 года был снят первый клип на песню «Judgemental Trap». После этого группа отыграла ряд концертов в Молдове и в Румынии. 25 ноября 2011 был выпущен первый альбом под названием «Asylum», после чего группа отправилась в тур по Румынии в поддержку альбома. В январе 2012 был выпущен второй клип на песню «At The Bottom Of The Bottle». В июне того же года Infected Rain выступили на одной сцене с такими известными группами, как Mötley Crüe и Dimmu Borgir. Летом 2012 в свет вышел очередной клип на песню «Me Against You». Далее последовал сингл «Stop Waiting», а также клип к новому треку. Осенью 2013 года Infected Rain отыграли ряд концертов в Румынии, Украине, России и Болгарии. 15 мая 2014 года был выпущен новый полноформатный альбом под названием «Embrace Eternity». Летом 2014 коллектив принял участие в фестивалях FajtFest 2014 в Чехии, а также Maraton Festival, ROUTE68 SUMMERFEST и Rockstadt Extreme Fest 2014 в Румынии, где группа сыграла с такими группами, как Obituary, Behemoth, Sodom, Katatonia, The Agonist и др. Осенью 2014 года группа отправилась в двухмесячный тур по Европе в поддержку нового альбома, который охватил 12 стран.
14 февраля 2019 года было объявлено, что группа подписала контракт с Napalm Records, в этот же день был опубликован клип на песню «Passerby» с альбома Endorphin.

## Участники
Infected Rain состоит из 4 участников:  гитары, женский вокал, бас и ударные. На 2023 год от изначального состава группы остались двое участников коллектива — Вадим Ожог и Елена Катарага. В период своей деятельности группа претерпевала некоторые изменения.  В 2010 году по личным обстоятельствам из группы ушёл гитарист Андрей «Медный», после чего его место занял брат бас-гитариста Сергей Бабич. Весной 2011 года группу покинул DJ Kapa. После ухода барабанщика Вадима Проценко летом 2012 года на его место был приглашён Евгений Волуца, после чего состав группы окончательно сформировался.В мае 2023 года было объявлено что группу покидают братья Бабич - гитарист Сергей и бас гитарист Владимир. Вместо них взяли Элис Лейн на бас гитару, при этом Вадим Ожог остался единственным гитаристом, перейдя на 8-струнную гитару.

### Текущий состав
- Елена  «Sсissorhands» Катарага — вокал (2008 — настоящее время)
- Вадим «Vidick» Ожог — гитара (2008 — настоящее время)
- Элис Лейн — бас-гитара (2023 — настоящее время)
- Евгений Волуца — барабаны (2012 — настоящее время)

### Бывшие участники
- Вадим Проценко — барабаны (2008—2012)
- Иван Кристиогло, DJ «Kapa» (2008—2010)
- Андрей «Медный» — гитара (2008—2010)
- Сергей Бабич — гитара (2010—2023)
- Владимир Бабич — бас-гитара (2008—2023)

## Дискография
- «Demo 2008», демо (2008)
- «Judgemental Trap», EP (2009)
- «EP 2009», EP (2011)
- «Asylum», альбом (2011)
- «Stop Waiting», сингл (2013)
- «Embrace Eternity», альбом (2014)
- «Serendipity», сингл (2016)
- «Intoxicating», сингл (2016)
- «Mold», сингл (2017)
- «Fool The Gravity», сингл (2017)
- «86», альбом (2017)
- «Passerby», сингл (2019)
- «The Earth Mantra», сингл (2019)
- «Lure», сингл (2019)
- «Storm», сингл (2019)
- «Black Gold», сингл (2019)
- «Endorphin», альбом (2019)
- «Ecdysis», альбом (2022)
- «Longing», сингл (2022)
- «Dying Light», сингл (2023)
- The Devil's Dozen (Live)(2023)
- «Never To Return», сингл (2023)
- «Because I Let You», сингл (2023)
- «Vivarium», сингл (2024)
- «Lighthouse», сингл (2024)
- «TIME», альбом (2024)

## Клипы
- No Idols (2008)
- Judgemental Trap (2010)
- At The Bottom Of The Bottle (2012)
- Me Against You (2012)
- Stop Waiting (2013)
- Enslaved By A Dream (2015)
- Sweet, Sweet Lies (2015)
- Serendipity (2016)
- Intoxicating (2016)
- Mold (2017)
- Fool The Gravity (2017)[11]
- Orphan Soul (2017)[12]
- Passerby (2019)[13]
- The Earth Mantra (2019)[14]
- Black Gold (2019)[15]
- Fighter (2021)[16]
- Dying Light (2023)[17]
- Never To Return (2023)[18]
- Because I Let You (2023)[19]
- Vivarium (2024)[20]
- Lighthouse (2024)[21]